# Pont du Diable (Doubs)
Pour les articles homonymes, voir Pont du Diable.
Le pont du Diable est un pont du XIXe siècle reliant les communes de Crouzet-Migette et Sainte-Anne, dans le département du Doubs, en franchissant une gorge au fond de laquelle coule le Château-Renaud, un ruisseau qui alimente la résurgence du Lison.
Comme beaucoup de ponts appelés ponts du Diable, sa construction est entourée d'une légende de pacte avec le Diable.

## Localisation

### Réseau hydrographique
Le pont du Diable est situé dans la reculée du Lison. Il franchit une gorge au fond de laquelle coule le ruisseau de Château-Renaud, parfois appelé Petit Lison, car ses eaux, le plus souvent souterraines, alimentent la résurgence du Lison.
Le Château-Renaud est un ruisseau à régime torrentiel de 5,2 kilomètres. Il prend sa source à Dournon et chemine pendant environ 2,5 kilomètres vers le Nord-Est avant d'arriver au pont du Diable, où il entame une cascade d'une trentaine de mètres, dite cascade du Diable. Le pont est en effet, d'après un guide Joanne de 1888, « une arche en pierre d'une hauteur considérable, au-dessous de laquelle les eaux se brisent en bouillonnant dans un fouillis de rochers qu'elles ont striés, érodés, et entre lesquels elles forment des gouffres verdâtres ».
Le Château-Renaud continue ensuite vers le Nord puis l'Est sur environ 2,7 kilomètres avant d'arriver à Nans-sous-Sainte-Anne où il se jette dans le Creux Billard puis résurge au niveau de la source du Lison.
Le ruisseau et ses falaises constituent une zone naturelle d'intérêt écologique, faunistique et floristique (ZNIEFF).

### Administration territoriale
Administrativement, le pont du Diable est situé à la limite entre les communes de Crouzet-Migette, sur la rive droite, et Sainte-Anne, sur la rive gauche. En effet le Château-Renaud sert de limite naturelle entre les deux communes sur 650 mètres en amont du pont du Diable.

### Réseau routier
Le pont du Diable est un pont routier situé au point kilométrique 3,95 de la route départementale 229. En suivant cette route, Crouzet-Migette est à environ 1,3 kilomètre à l'Est du pont, et Sainte-Anne à environ 1,9 kilomètre à l'Ouest.
- en (1) prend sa source,
- en (2) se jette dans le Creux Billard,
- en (3) résurge dans la source du Lison.

## Histoire

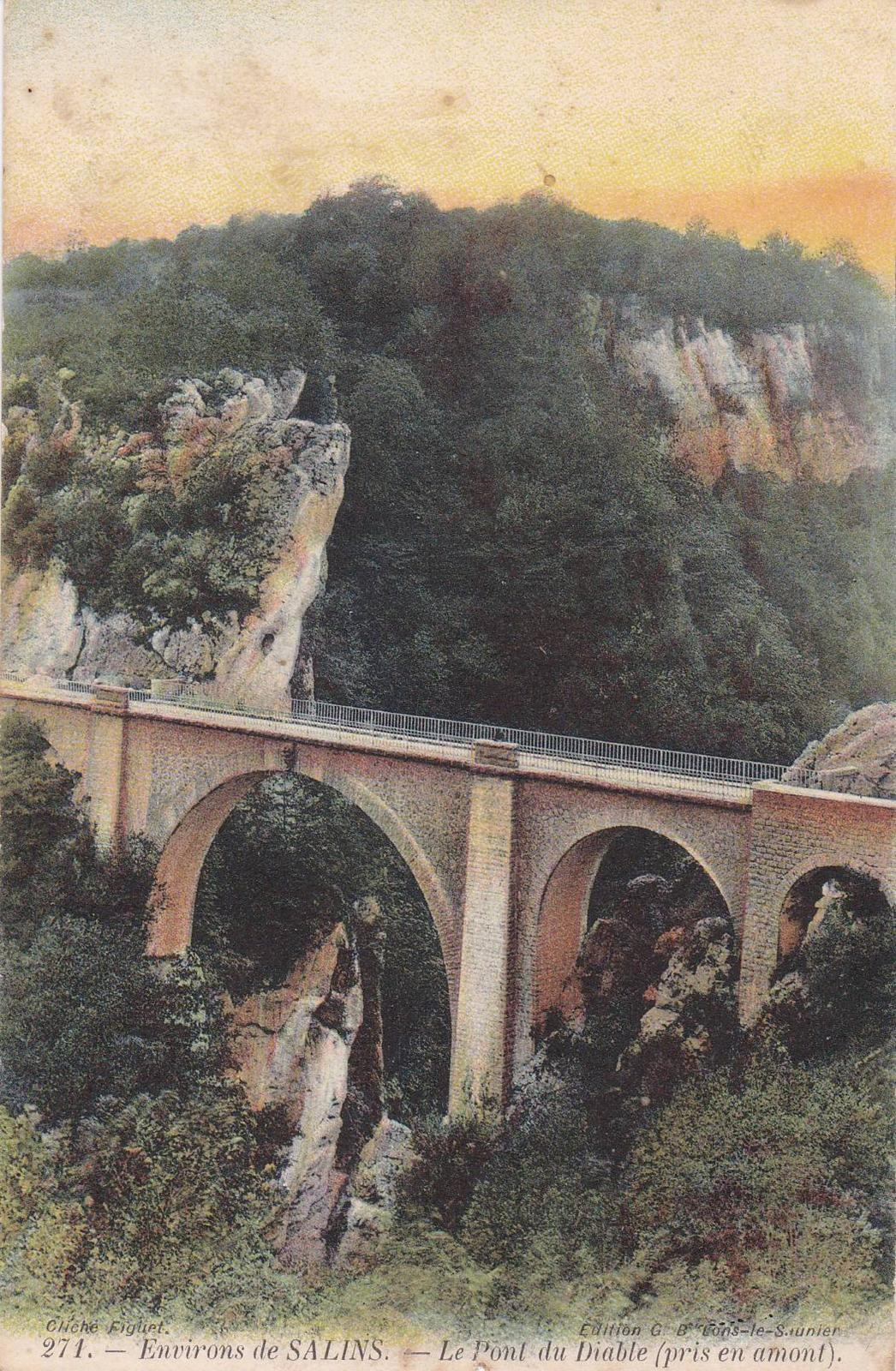
Carte postale ancienne avec une vue aérienne du pont du Diable.

Le pont du Diable est construit à l'initiative de M. Delmas, agent voyer à Besançon,,. Il a pour but de sortir Saint-Anne de son isolement, qui jusqu'alors n'est accessible qu'aux piétons par une passerelle dangereuse.
Le pont est édifié à la fin des années 1870 par l'entreprise J. Frasque. Crouzet-Migette refuse de participer aux frais de construction, qui sont intégralement pris en charge par Sainte-Anne, si bien que le pont est appelé à l'origine pont de Sainte-Anne,.
Un arrêté pris le 2 mai 1912 par le ministère de l'Instruction publique et des Beaux-Arts classe le pont du Diable parmi les sites et monuments naturels de caractère artistique,,.
En 2017, le pont du Diable sert de décor pour le tournage de la série télévisée Le Chalet (dont l'action se déroule dans une autre région montagneuse de France, les Alpes) ; il s'écroule au début de la série.
En août 2018, la ferme équestre voisine de Crouzet-Migette accueille la deuxième édition de Festidiable, un festival rassemblant des villages de France qui possèdent un pont du Diable, ; la première édition a eu lieu en 2016 dans l'Ariège, à Montoulieu, dont le pont du Diable permet de se rendre à Saint-Paul-de-Jarrat et Mercus-Garrabet.
En mars 2024, le conseil départemental du Doubs annonce que le pont du Diable fait partie des 230 ouvrages d'art du département qui seront réhabilités avant 2034,. Le pont, notamment ses rambardes, est en effet dans un état de délabrement avancé.

## Suicides
Le pont est connu pour attirer les personnes suicidaires, dont au moins trois en 2016,, une en 2017, une en 2018,, deux en 2021,, une en 2023, deux en 2024,, et une en 2025. Fin 2024, une quinzaine de personnes s'y étaient données la mort depuis 2010,. La récupération des corps dans le gouffre est confiée aux pompiers du Grimp.

## Architecture
Le pont du Diable est un pont en pierre à trois arches en arc plein cintre culminant à 70 mètres au-dessus du ruisseau.
Constitué d'une arche principale de 20 mètres et de deux arches latérales de 10 et 5 mètres côté rive droite, il présente une longueur totale de 61,50 mètres.
La clé de voute de l'arche principale est sculptée, côté amont, d'un mascaron représentant une tête de Diable grimaçante, en référence à la légende qui entoure ce pont.

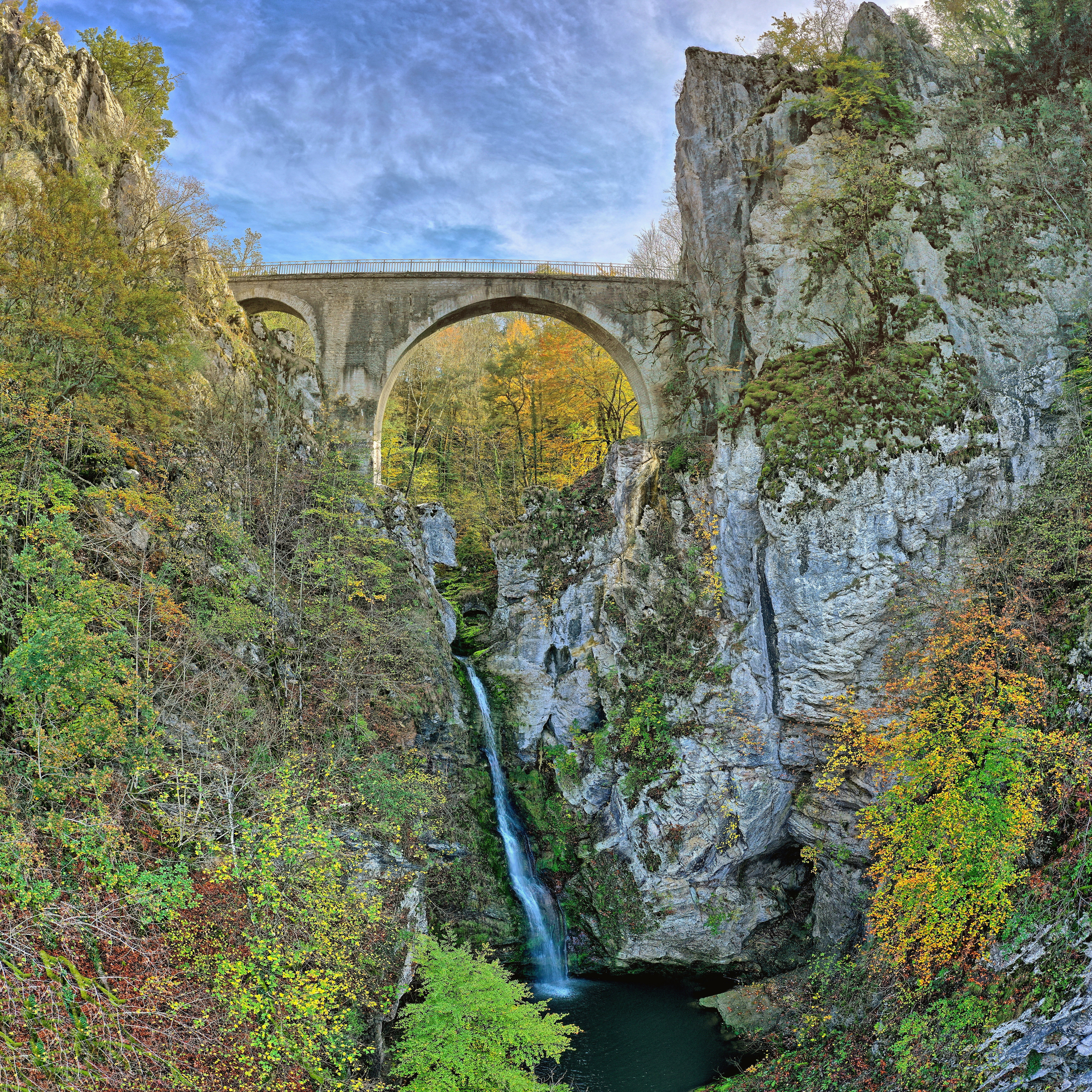
Vue aval avec la cascade.
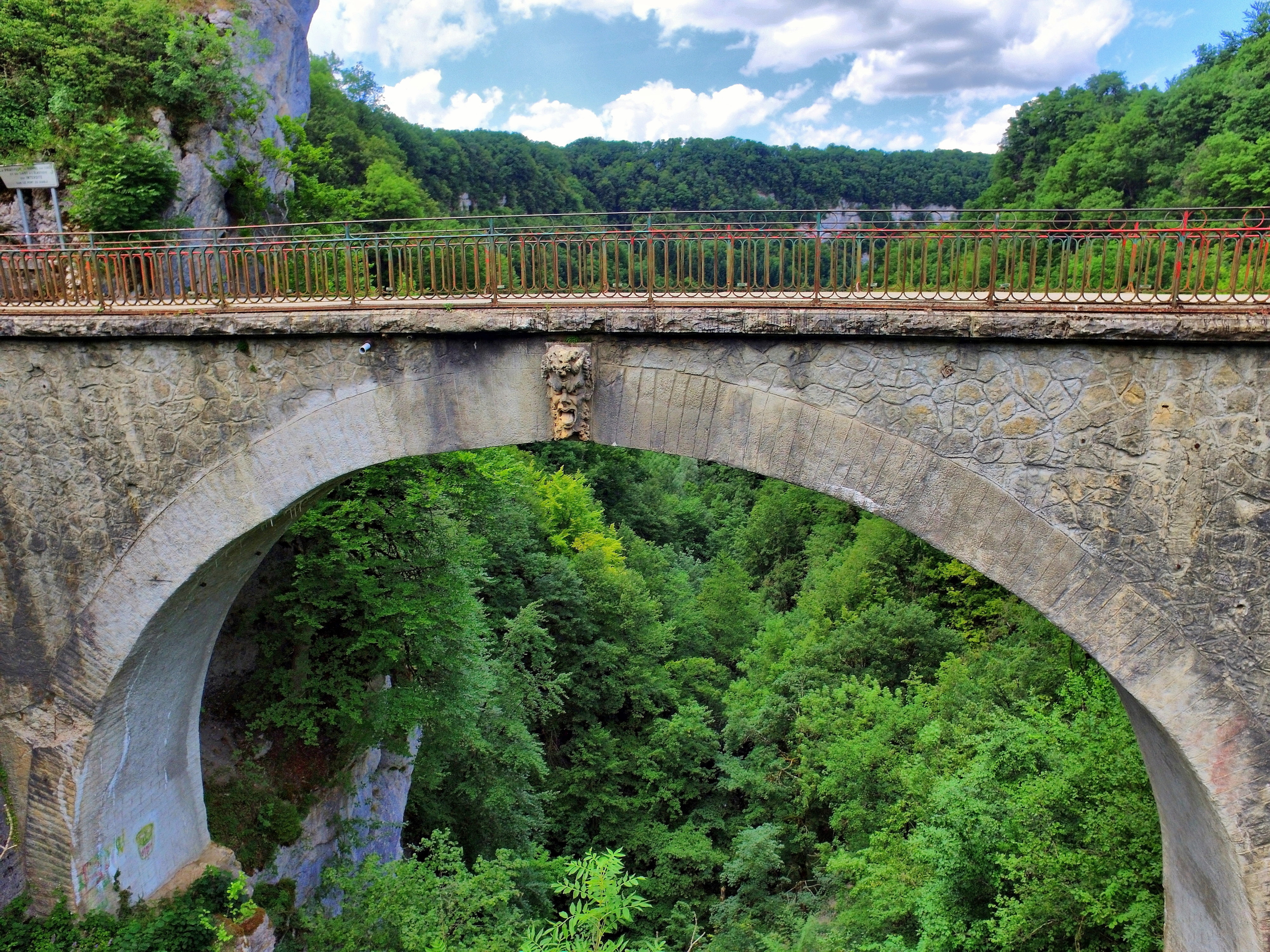
Vue amont.
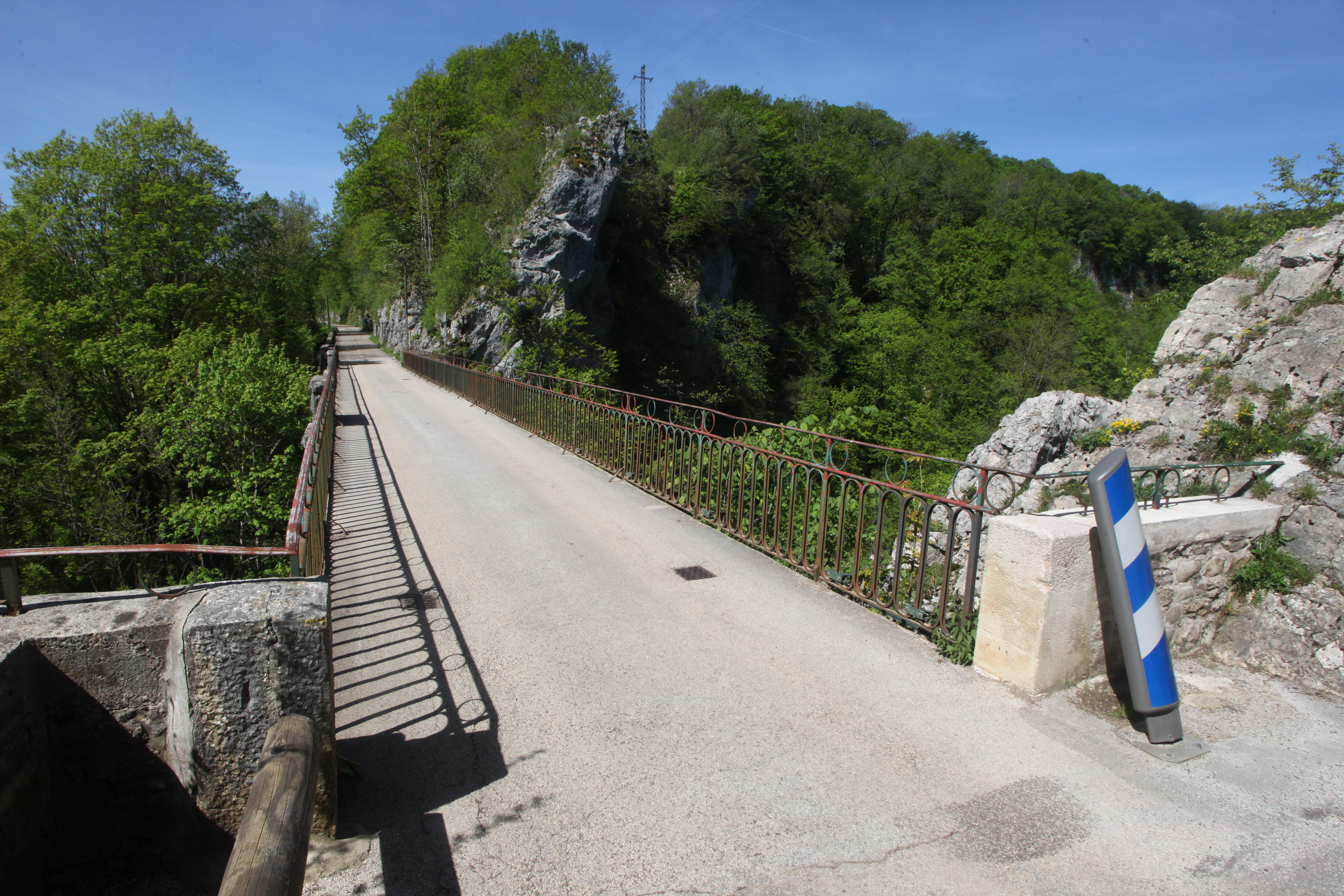
Vue depuis la route, côté rive droite.

## Réglementation

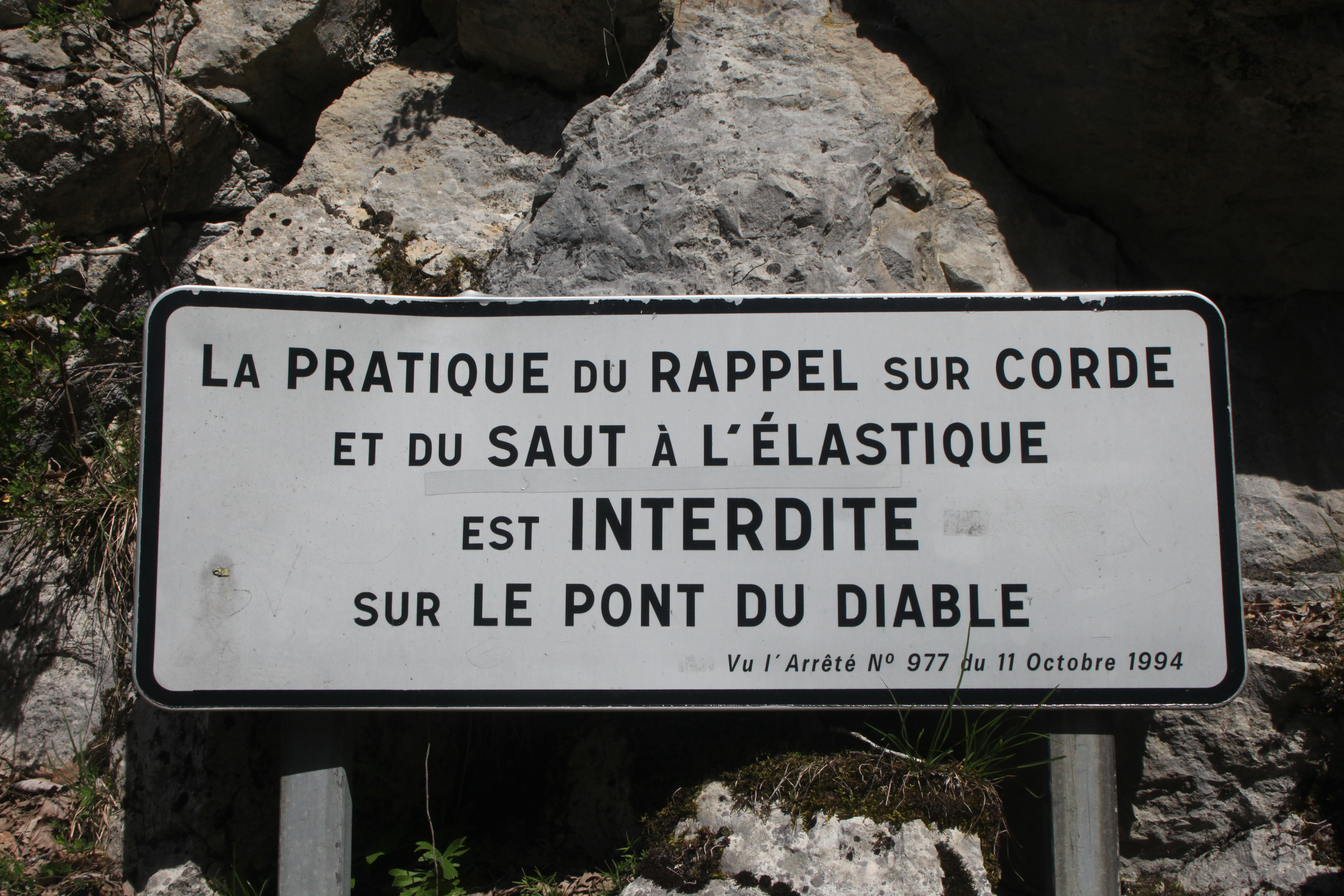
Panneau d'interdiction de la descente en rappel et du saut à l'élastique.

Le pont du Diable est un ouvrage à voie unique.
Un panneau B13 placé à chaque entrée du pont indique qu'il est interdit aux véhicules dont le poids total autorisé en charge (PTAC) dépasse 10 tonnes. Il est assorti d'un panonceau M4g désignant les véhicules affectés au transport de marchandises.
La descente en rappel et le saut à l'élastique sont interdits sur le pont par arrêté préfectoral du 11 octobre 1994.

## Légende

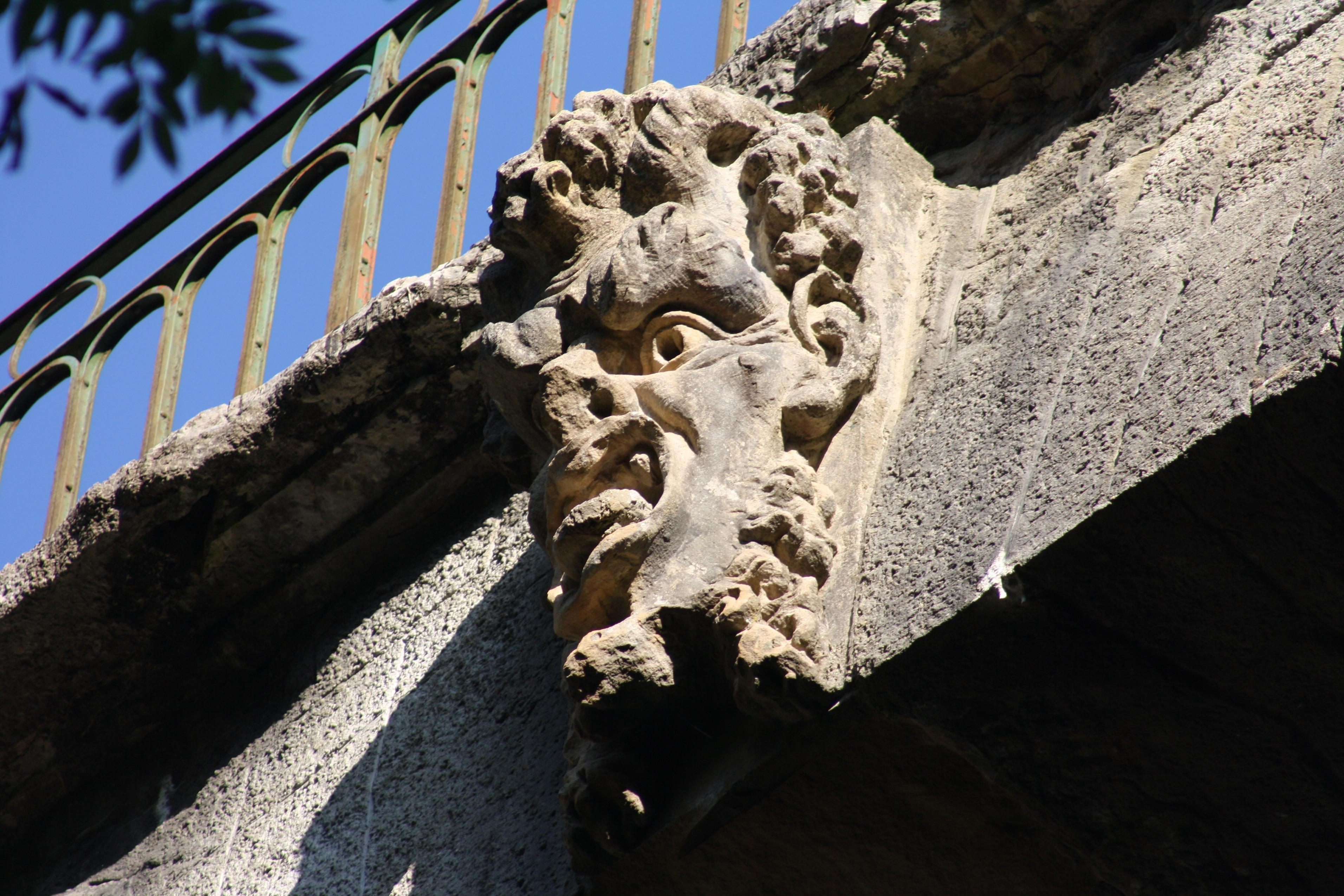
Clé de voute sur l'arche principale, sculptée d'un mascaron représentant une tête de Diable grimaçante.

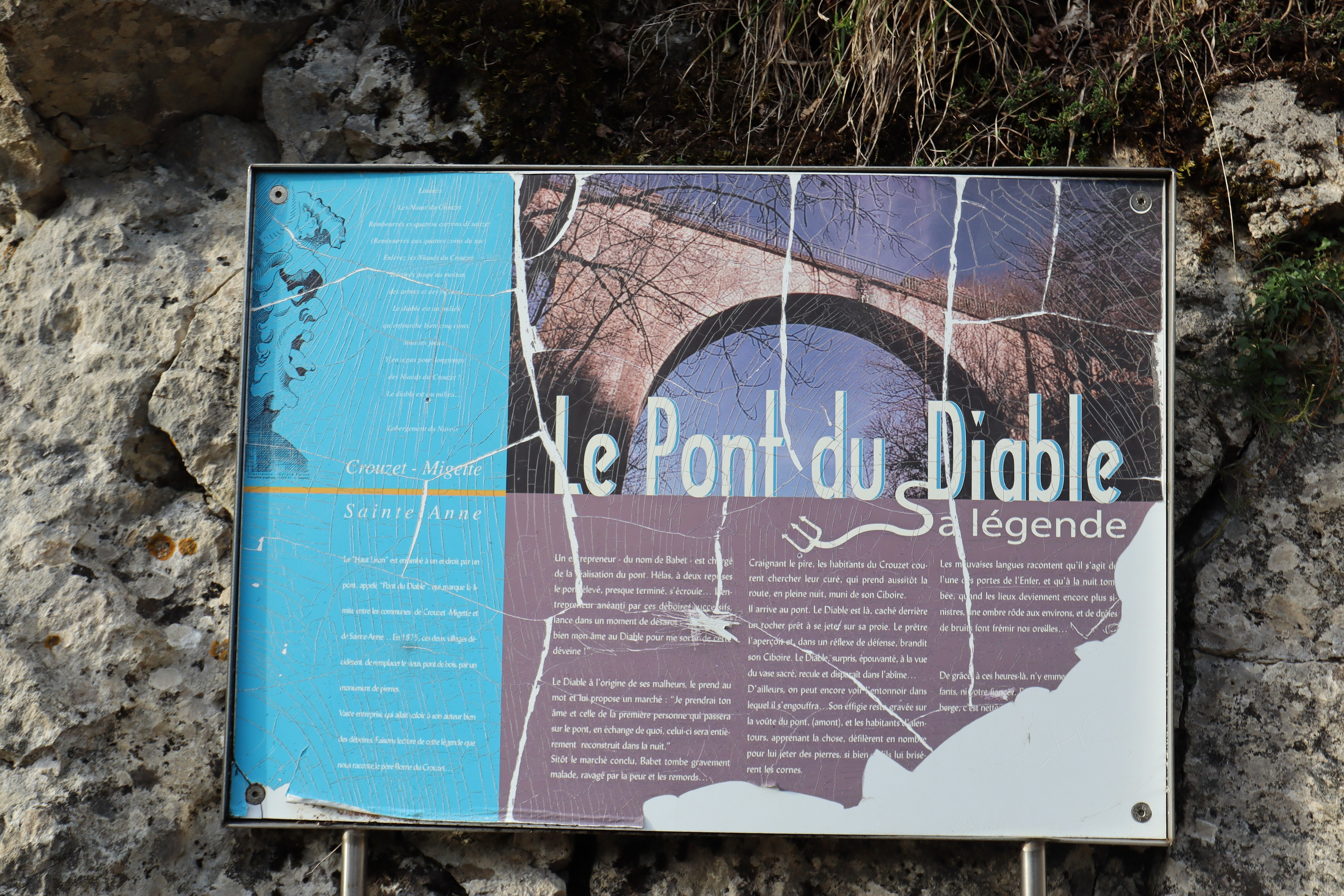
Panneau touristique sur le site, expliquant la légende.

Le pont du Diable tire son nom de la légende selon laquelle l'entrepreneur chargé de sa construction, désespéré de ne pouvoir tenir le délai annoncé après plusieurs effondrements en cours de construction, conclut un pacte avec le Diable : pour terminer le chantier à temps, il accepte de lui vendre l'âme de la première personne qui franchira le pont. Rongé par le remords, il tombe malade, et le curé appelé pour son viatique est la première personne à franchir le pont nouvellement construit de la main du Diable ; il le fait fuir de son ciboire,,,,,,,.
Dans certaines sources, le récit est un peu plus circonstancié : l'histoire est parfois datée du XIe siècle ou du XIIIe siècle,,, et l'origine de l'entrepreneur, Salins-les-Bains, ainsi que son nom, Babey,,,,,, ou Babet, sont parfois cités.
L'écrivain et poète Charles-Émilien Thuriet, lorsqu'il rapporte cette légende en 1882 à l'Académie des sciences, belles-lettres et arts de Besançon puis la republie en 1891, indique qu'il la tient du père Borne de Crouzet.
Cette légende est typique du folklore entourant les dizaines de ponts du Diable en France et dans le monde. Elle est en particulier très proche de celle qui existe au sujet d'un autre pont du Diable, franchissant un cours d'eau au nom très proche, le Lizon, et situé dans la même région, la Franche-Comté, plus précisément à proximité de Saint-Claude dans le Jura ; dans cette légende, le Diable est trompé en faisant en sorte que le premier être à franchir le pont soit un rat plutôt qu'un humain,.